# 挹秀里
挹秀里為台灣新北市板橋區轄下之一里，面積約0.108平方公里。挹秀里位於新板特區內，挹秀里是板橋政經核心里，也是新北市政治中心，該里最大特色是包含新北市在內的許多重要政府機構，如板橋區公所、新北市政府、新北市議會、新北市警察局等，同時擁有眾多的現代摩天大樓，如板橋車站等。